# 雅達利VCS
雅達利VCS，代号Ataribox，是由Atari, SA預備推出的家用游戏机。本機器于2017年6月首次公开，于2018年5月30日开始預定。尽管其设计旨在向雅達利2600致敬，但新的雅達利VCS預計能藉由基于Linux的操作系统来執行现代游戏和串流媒体娱乐，也能允许用户下载并安装其他兼容游戏。本機与雅達利於1977年推出的雅達利视频计算机系统（Atari Video Computer System，通常简称为Atari VCS）同名；该系统在1982年11月更名为雅達利2600。

## 硬體
雅達利尚未发布雅達利VCS的确切规格，但表示它将基于定制的AMD中央处理器，并将使用Radeon图形处理技术。于2017年7月发布的图片显示了HDMI和USB端口，一个以太网端口以及一个SD卡插槽。 该装置的照片与雅達利2600的外观相呼应，带有黑色贴面和人造木纹前面板，不過尺寸约为后者的一半。 

## 软體
雅達利VCS将執行Linux操作系统，並客制化以允许用户使用雅達利Vault在雅達利VCS上安装其他Linux兼容应用程式 。可以安装的其他应用程式包括串流应用程式，音乐播放器和網路浏览器。 
當年的雅達利2600使用卡匣，而VCS并不使用卡匣或光碟，而是允许玩家从外部网站下载游戏，或使用SD卡等儲存媒介进行安装。雅達利VCS将有遊戲購買網站，用户可從網站下载其他游戏和应用程式。所有用户都可以使用商店和線上多人游戏等基本線上功能，但是，雲端儲存和即時串流游戏將僅供訂閱用戶使用。
雅達利表示，本機將預裝大量雅達利經典游戏以及一系列最新游戏。且本機将随附遊戲串流服务，支援Amiga、康懋達64、ZX Spectrum和街机游戏。 